# Julien Absalon
Julien Absalon (* 16. srpna 1980 Remiremont, Francie) je francouzský biker. Závodí v disciplíně cross country. Jezdil za švýcarský tým BMC, předtím to byly týmy Scott France, Bianchi (2001–2006) a Orbea (2007–2012). V roce 2018 po vleklých problémech s alergií (a krátce po založení svého vlastního týmu Absolut Absalon) ukončil svou závodnickou kariéru. Dělí se o rekord (stav v dubnu 2022) v počtu vítězství v závodech světového poháru s Nino Schurterem, jichž vybojoval celkem 33.

## Sportovní úspěchy
V roce 2004 vyhrál zlatou medaili na Olympiádě v Athénách. Čtyři roky nato, v roce 2008, jakožto první muž v této kategorii obhájil 1. místo na Olympiádě v Pekingu. Sedmkrát získal celkové prvenství ve Světovém poháru MTB (2003, 2006, 2007, 2008, 2009, 2014, 2016). Je osminásobným mistrem světa (z toho jednou v juniorské kategorii a dvakrát v kategorii do 23 let).

### Olympijské hry
- 2004 Athény – 1. místo
- 2008 Peking – 1. místo

### Mistrovství světa
- 1998  Mont Sainte-Anne – 1. místo (Junior)
- 2001  Beaver Creek – 1. místo (do 23 let)
- 2002  Zell am See – 1. místo (do 23 let)
- 2004  Les Gets – 1. místo
- 2005  Livigno – 1. místo
- 2006  Rotorua – 1. místo
- 2007  Fort William – 1. místo
- 2014  Hafjell – 1. místo